# Timmy Trumpet
Timothy Jude Smith (Sídney; 9 de junio de 1982), conocido por su nombre artístico Timmy Trumpet, es un DJ, remezclador y productor discográfico australiano. Es reconocido en los grandes festivales de música electrónica por utilizar en sus sets una trompeta. Actualmente ocupa el puesto #5 según la encuesta realizada por DJ Mag. En 2020, estrenó su propio sello discográfico: "SINPHONY Records", siendo una subdivisión de Spinnin' Records. El primer release oficial de esta fue "The Prayer", en colaboración con KSHMR y Zafrir; ese mismo año lanzó su primer álbum de estudio: Mad World.

## Biografía
El éxito de Trumpet tardó en llegar, la primera canción que entró fuerte en las listas musicales fue "Horny", una colaboración con DJ Tenzin y que entró 5.ª en el Aria Charts en 2011.
En 2011 en su compilación Electro House Sessions 4 para la discográfica Ministry of Sound mezcló canciones de Tiësto, Afrojack, PNAU o deadmau5. En 2010 había creado dos álbumes para el Grupo Pachá.
Durante 2011 hizo un tour por Australia, antes de producir otro EP, "Trrrrumpet". También creó nuevas canciones como "Sunset", "Nothing Between Us" y "Sunrise". En 2014 salió del anonimato para el mundo, tras sacar su tema "Freaks" junto a Savage, que entró en muchas listas del mundo, alcanzando el número 1 en Nueva Zelanda, y el tercer puesto en Australia. Ese mismo año produjo "The Buzz" con New World Sound y "Nightmare", que también entró en las listas musicales australianas.
En 2015 su primer tema fue "Hipsta", que también gozó de popularidad en Australia. Después produjo "Mantra" y "Psy or Die" con Carnage, ya en 2016. En 2016 sus temas "Party Till We Die" con MAKJ y "Oracle" tuvieron repercusión a nivel mundial. En 2017 sus canciones más famosas fueron "Al Pacino", en la que contó con la colaboración de Krunk!, "Narco", con la colaboración de Blasterjaxx y "Deja-Vu", que entró en las listas musicales de Australia. Este último tema contó con la colaboración de Carnage.
En 2018 su primer tema fue "The Underground", junto a Hardwell.

## Discografía

### Álbumes
- 2020: Mad World

### EPs
- 2023: Timmy Trumpet's SINPHONY No.1
- 2024: Timmy Trumpet's SINPHONY No.2

### Singles
2009
- Sunrise
- Nothing Between Us
- Sunset

2010
- Tromba Ye Ye Ye (con KCB) (HUSSLE)

2011
- Trrrumpet (HUSSLE)
- Horny (con Tenzin) (HUSSLE)

2012
- Sassafras (con Chardy) (HUSSLE)
- Hornpipe Fever (con Juan Kidd & Jonathan Ulisses) (HUSSLE)

2013
- Infinity (HUSSLE)
- Melbournia (con Chardy) (HUSSLE)
- Bleed (con SCNDL) (Monstercat/Spinnin Records)
- Snapback (HUSSLE)

2014
- Freaks (con Savage) (HUSSLE/Sony Music)
- The Buzz (con New World Sound) (DOORN Records)
- Nightmare (DOORN Records)

2015
- Hipsta (con Chardy) (HUSSLE)
- Mantra (HUSSLE)
- ROMA (con Will Sparks) (HUSSLE)
- Toca (con Carnage y KSHMR) (Ultra Records)

2016
- Psy or Die (con Carnage) (Spinnin Records)
- Collab Bro (con ANGEMI) (Maxximize Records/Spinnin Records)
- Anywhere You Go (con NERVO) (Monstercat)
- Party Till We Die (con MAKJ) (Spinnin Records)
- Oracle (Spinnin Records)

2017
- Satellites (con Qulinez) (HUSSLE)
- Take Your Call (HUSSLE)
- Al Pacino (con Krunk!) (Spinnin Records)
- Punjabi (con Dimatik) (Dharma Worldwide/Spinnin Records)
- Narco (con Blasterjaxx) (Maxximize Records/Spinnin Records)
- Deja-Vu (con Savage) (HUSSLE)

2018
- The Underground (con Hardwell) (Revealed Recordings)
- 100 (con Vini Vici y Symphonic) (Spinnin Records)
- Scarborough Fair (con TNT) (Titanic Records)
- Flamenco (con JETFIRE y Rage) (Dharma Worldwide/Spinnin Records)
- Toro (con Junkie Kid) (Heavyweight Records)
- Booty Shake (con Max Vangeli) (HUSSLE/Armada Music)
- Trumpets (con Lady Bee) (HUSSLE)
- Attention (con Julian Jordan) (GOLDKID)
- The Prophecy (con Maddix) (Revealed Recordings)
- Rockstar (con Sub Zero Project y DV8) (Spinnin Records)
- Mufasa (con The Golden Army) (Spinnin Records)

2019
- Wassup (con Kastra y Chuck Roberts) (HUSSLE)
- Metaphor (con Alok) (Spinnin Records)
- High (con Bliss n Eso y Lee Fields) (HUSSLE)
- World At Our Feet (HUSSLE)
- The People (con KSHMR) (Dharma Worldwide/Spinnin Records)
- Raveille (con Plastik Funk) (HUSSLE)
- Rubber Bands (con Martin Jensen) (HUSSLE)
- Hava (con Steve Aoki y Dr Phunk) (Ultra Records)
- Nah Nah (con Carnage & Wicked Minds) (Heavyweight Records/EMPIRE)
- Therapy (con Charlott Boss) (HUSSLE)
- Tricky Tricky (con W&W & Will Sparks) (Rave Culture)
- Carnival (Dimitri Vegas & Like Mike Edit) (con MATTN, Wolfpack y X-TOF) (Smash the House)

2020
- The Anthem (Der Alte) (con Dimitri Vegas & Like Mike) (Epic Amsterdam/Smash the House)
- Dumb (con Charlott Boss) (TMRW Music)
- Falling (con Nicky Romero) (Protocol Recordings)
- F*CK YEAH (con Will Sparks, Code Black y Toneshifterz) (Spinnin Records)
- Everybody In The Party (con 22Bullets y Ghost) (Dharma Worldwide/Spinnin Records)
- Diamonds (Spinnin Records)
- 911 (con R3HAB) (CYB3RPVNK)
- Armageddon (con Florian Picasso) (Dim Mak Records)
- Kalinka (Dimitri Vegas & Like Mike Edit) (con Wolfpack, Jaxx & Vega y R3SPAWN) (Smash the House)
- The Prayer (con KSHMR y Zafrir) (SINPHONY/Spinnin Records)
- The King (con Vitas) (SINPHONY/Spinnin Records)
- Mars (SINPHONY/Spinnin Records)
- Up & Down (con Vengaboys) (SINPHONY/Spinnin Records)
- Project X (con Sub Zero Project) (SINPHONY/Spinnin Records)
- Tarantino (con Steve Aoki y STARX) (Dim Mak Records)
- Thunder (con Vini Vici) (Dharma Worldwide/Spinnin Records)
- Child of the Devil (con Dr. Phunk y Jebroer) (SINPHONY/Spinnin Records)
- Mad World (con Gabry Ponte) (Smash the House)
- Paul is Dead (con Scooter) (Kontor Records)

2021
- Distant Memory (con R3HAB y W&W) (CYB3RPVNK)
- Stay Mine (con Afrojack) (Spinnin Records)
- Hey Motherfucker (con Nitti Gritti) (SINPHONY/Spinnin Records)
- Camelot (con Smash Mouth) (SINPHONY/Spinnin Records)
- Another Level (con Lovespeake) (Smash the House)
- Summer's not Ready (con Flo Rida y INNA) (APG)
- Don't You Want Me (con Felix) (Armada Music)
- Feel Your Love (con Dimitri Vegas & Like Mike y Edward Maya) (Epic Amsterdam)
- Far From Home (con Vini Vici y Omiki) (Smash the House)
- Anita (con Armin van Buuren) (Armada Music)
- Cardio (Spinnin Records)
- Mosh Pit (con Dimatik y Overdrive) (SINPHONY/Spinnin Records)
- Never Let Me Go (con Cascada y Harris & Ford) (SINPHONY/Spinnin Records)
- Friday (con Blinkie y Bright Sparks) (NEON/Universal Music Group)
- How To Save A Life (con loafers y The High) (Signatune/Sony Music)
- Dance Tonight (con Azteck y Darren Styles) (Smash the House)

2022
- Call Me (con Gabry Ponte y R3HAB) (GEKAI/Spinnin Records)
- Vivaldi (con Mariana BO) (Tomorrowland Music)
- Lights Go Down (SINPHONY/Spinnin Records)
- Ininna Tora (con KSHMR y Mildenhaus) (Dharma Worldwide/Spinnin Records)
- Just In Case (Spinnin Records)
- Turn The Lights Down Low (con R3hab) (CYB3RPVNK/Spinnin Records)
- Adiemus (con Lotus) (SINPHONY/Spinnin Records)
- Life Like This (SINPHONY/Spinnin Records)
- Soft Ass Shit (con Sub Zero Project) (Dirty Workz)
- We Come 1 (con Ben Nicky y Distorted Dreams) (Xploded Music Limited)
- Burn (con Showtek) (SINPHONY/Spinnin Records)
- The Whistle (con Steve Aoki y DJ Aligator) (Dim Mak Records/SINPHONY)
- Three Little Birds (con Prezioso y 71 Digits) (Spinnin Records)
- Party PPL (con 89ers) (SINPHONY/Spinnin Records)
- Ole Ole (con Arrow y Rave Republic) (SINPHONY/Spinnin Records)
- Blow It Up (con INNA y Love Harder) (Smash the House)
- Sweet Caroline (con Dimitri Vegas & Like Mike y Brennan Heart) (Epic Amsterdam/Smash the House)
- La Danse (con Tungevaag) (SINPHONY/Spinnin Records)

2023
- The Money (con Dr Phunk y STVW) (SINPHONY/Spinnin Records)
- Mas Que Nada (con Moonshine y Marnik) (Signatune/Sony Music)
- Tonight (con POLTERGST) (SINPHONY/Spinnin Records)
- Revolution (con Hardwell y Maddix) (Revealed Recordings)
- Dom Dom Yes Yes (con R3hab y Naeleck) (Signatune/Sony Music)
- Synergy (con DVBBS) (SINPHONY/Spinnin Records)
- Blow Ya Mind (con Lee Cabrera, Bleech y Lock 'N Load) (Armada Music)
- Dream (con Showtek) (SKINK Records)
- Oh Fortuna (Carmina Burana) (con SMVGGLERS y Henrique Camacho) (We Next/Sony Music)
- Good Morning (con Alle Farben y YOU) (Warner Music)
- For Those About To Rave (con Scooter) (Kontor Records)
- The Race (con Vini Vici y Sub Zero Project) (Tomorrowland Music)
- Eternity (con KSHMR y Bassjackers) (Spinnin Records)
- Fuego (con Blasterjaxx y Zafrir) (SINPHONY/Spinnin Records)
- Blazin (con Tinie Tempah y Enisa) (SINPHONY/Spinnin Records)

2024
- Best Thing (SINPHONY/Spinnin Records)
- Explode (con Dimitri Vegas & Like Mike, Darius & Finlay y Brennan Heart) (Epic Amsterdam/Smash the House)
- We Can't Stop (con Afrojack y Lil Jon) (Tomorrowland Music)
- Just A Kid (con Captain Curtis) (SINPHONY/Spinnin Records)
- Classical Music (con Bassjackers) (Smash the House)
- All the Things She Said (con Robin Schulz & KOPPY) (Warner Music)
- Sun Comes Up (con Sam Feldt, Ekko y Joe Taylor) (Smash the House)
- Weekend (con Karol Sevilla, FAULHABER y Zorba (Smash the House)
- Boom Boom Boom (con Da Tweekaz) (SINPHONY/Spinnin Records)
- Like a G6 (con POLTERGST y Naeleck) (Dharma Worldwide/Spinnin Records)
- Drumroll Please (con GRAVEDGR) (SINPHONY/Spinnin Records)
- Weekend (con Karol Sevilla, FAULHABER y Zorba) (Smash the House)
- Iris (con Kickbait) (SINPHONY/Spinnin Records)
- Ritmo Fatal (Alarma!) (con Martin Jensen y 666) (One Seven)
- Chasing Ghosts (con Cheat Codes) (SINPHONY/Spinnin Records)
- Nessun Dorma (con Steve Aoki, 3rd Wall y Luciano Pavarotti) (SINPHONY/Spinnin Records)
- Sound of da Police (con Marnik, Ely Oaks y DES3ETT) (SINPHONY/Spinnin Records)
- Here We Go Again (con Nicky Romero y GESES) (Protocol Recordings)
- MF Mosh Pit (con Sullivan King y Und3rsound) (SINPHONY/Spinnin Records)

### Remixes
2010
- Goldfish - This Is How It Goes (Timmy Trumpet Remix)
- P Money featuring David Dallas & Aaradhna - Say Yeah (Timmy Trumpet Remix)
- Radio Ink - Wish You Were Here(Timmy Trumpet Remix)

2011
- Potbelleez - Midnight Midnight (Timmy Trumpet Remix)
- P Money featuring PNC, Vince Harder, Meryl Cassie & Mz J - Dance with You (Timmy Trumpet Remix)

2014
- Quintino & MOTi featuring Taylr Renee - Dynamite (Timmy Trumpet Remix)
- Havana Brown - Better Not Said (Timmy Trumpet Remix)

2017
- Throttle - Baddest Behaviour (Timmy Trumpet Remix)

2019
- Tujamo - Drop That Low (When I Dip) (Timmy Trumpet Remix)
- Deorro - All This Time (Timmy Trumpet Remix)

2020
- Edward Maya & Vika Jigulina - Stereo Love (Timmy Trumpet Remix) [Ultra Records]
- 3 Are Legend x Brennan Heart x Toneshifterz - Deck The Halls (Timmy Trumpet Edit) [Smash the House]
- Joel Corry (ft. MNEK) - Head & Heart (Timmy Trumpet Remix)

2021
- Illenium - Hearts on Fire (Timmy Trumpet Remix)
- Steve Aoki & Willy William - Mambo (Timmy Trumpet Remix) (Dim Mak)
- Dimitri Vegas & Like Mike x Vini Vici - Get In Trouble (So What) (Timmy Trumpet Remix) (Smash the House)
- Hooligan Hefs - Send It! (Timmy Trumpet Remix)
- Faul & Wad Ad Vs PNAU - Changes (Timmy Trumpet Remix)

2022
- Afrojack & Steve Aoki - No Beef (Timmy Trumpet Remix)

2023
- Alan Walker, Dash Berlin & Vikkstar - Better Off (Alone, Part III) (Timmy Trumpet Remix)

## Ranking DJmag
| DJ            | 2016 | 2017 | 2018 | 2019 | 2020 | 2021 | 2022 | 2023 | 2024 |
| ------------- | ---- | ---- | ---- | ---- | ---- | ---- | ---- | ---- | ---- |
| Timmy Trumpet | 75°  | 43°  | 33°  | 13°  | 10°  | 9°   | 8°   | 6°   | 5°   |